# Систем плаћања
Систем плаћања је сваки систем који се користи за реализацију финансијских трансакција кроз пренос новчане вредности. Ово укључује финансијске институције, инструменте плаћања попут платних картица, људе, правила, процедуре, стандарде и технологије које омогућавају размену. Систем плаћања представља оперативну мрежу која повезује банкарске рачуне и омогућава монетарну размену коришћењем банкарских депозита. Неки системи плаћања такође укључују механизме кредитирања, који представљају другачији аспект плаћања.
Системи плаћања се користе уместо готовине у домаћим и међународним трансакцијама. Они представљају значајну услугу коју пружају банке и друге финансијске институције. Традиционални системи плаћања укључују преносиве инструменте попут меница (нпр. чекова) и документарних акредитива. Са развојем рачунара и електронске комуникације, појавили су се многи алтернативни електронски системи плаћања. Термин електронско плаћање односи се на плаћање извршено између два банкарска рачуна коришћењем електронских метода, без директне интервенције банкарских службеника. Уско дефинисано, електронско плаћање се односи на е-трговину—плаћање за куповину и продају робе или услуга понуђених преко интернета, док се шире може односити на било коју врсту електронског преноса средстава.
Модерни системи плаћања користе замене за готовину у поређењу са традиционалним системима. Ово укључује дебитне картице, кредитне картице, електронске трансфере средстава, директне кредите, директна задужења, електронско банкарство и системе плаћања у оквиру е-трговине.
Системи плаћања могу бити физички или електронски, сваки са својим процедурама и протоколима. Стандардизација је омогућила да неки од ових система и мрежа постану глобални, али и даље постоје многи системи специфични за земље или производе. Примери глобално доступних система плаћања су мреже кредитних картица и банкомата. Поред тога, постоје облици за трансфер средстава између финансијских институција. На домаћем нивоу, ово се постиже коришћењем система аутоматске клириншке куће  (ACH) и система за бруто поравнање у реалном времену (RTGS). На међународном нивоу, трансфери се остварују путем кореспондентног банкарства (могуће коришћењем SWIFT мреже) или централизованијих система попут CLS система поравнања.

## Домаћи системи
Ефикасан национални систем плаћања смањује трошкове размене робе, услуга и имовине. Он је неопходан за функционисање међубанкарског, новчаног и капиталног тржишта. Слаб систем плаћања може озбиљно угрозити стабилност и капацитет развоја националне економије. Такви неуспеси могу резултирати неефикасним коришћењем финансијских ресурса, неједнаком расподелом ризика међу учесницима, стварним губицима за учеснике и губитком поверења у финансијски систем и саму употребу новца. Техничка ефикасност система плаћања важна је за развој економије.
Систем аутоматске клириншке куће (ACH) обрађује трансакције у серијама, складиштећи и преносећи их у групама. Сматра се системом нето поравнања, што значи да поравнање може бити одложено. Ово ствара тзв. ризик поравнања.
Системи за бруто поравнање у реалном времену (RTGS) су системи преноса средстава где се трансфер новца или хартија од вредности између банака одвија у „реалном времену" и на „бруто" основи. Поравнање у „реалном времену" значи да трансакција не захтева период чекања. Трансакције се поравнавају чим се обраде. „Бруто поравнање" значи да се трансакције поравнавају појединачно, без груписања или негирања са другим трансакцијама. Једном када су обрађене, уплате су коначне и неопозиве.
У поређењу, системи аутоматске клириншке куће се обично користе за трансакције мале вредности и нехитне трансакције, док се системи за бруто поравнање у реалном времену користе за трансакције велике вредности и хитне трансакције.

## Међународни системи
Глобализација подстиче компаније да чешће обављају трансакције преко граница. Потрошачи такође све чешће трансакционишу глобално - куповином са страних е-трговинских сајтова, као и кроз путовања, живот и рад у иностранству. Ово доводи до повећања обима плаћања - како у смислу вредности валуте, тако и броја трансакција. Такође, то доводи до смањења просечне вредности ових плаћања.
Начини на које се ова плаћања обављају могу бити заморни, склони грешкама и скупи. Системи плаћања успостављени пре неколико деценија и даље се користе, понекад надограђени, а понекад прилагођени, како би задовољили потребе модерних корпорација. Често се дешава да ти системи трпе оптерећења. Примери таквих система су STEP2 (надограђен 2003. године), који обрађује само евре, и TARGET2 (надограђен 2007. године), који је затворен суботом, недељом и током неких државних празника.
Од 2014. године, STEP2 је једина паневропска аутоматска клириншка кућа (PE-ACH систем) у функцији. Сматра се да ће овакви системи постати мање релевантни, јер ће банке обављати своје трансакције путем више клириншких кућа, уместо једне централне клириншке куће.
TARGET2 (Trans-European Automated Real-time Gross Settlement Express Transfer System) је RTGS систем који покрива земље чланице Европске уније које користе евро. Део је Еуросистема, који обухвата Европску централну банку и националне централне банке земаља које су усвојиле евро. TARGET2 се користи за поравнање операција централних банака, међубанкарских трансфера велике вредности у еврима, као и за друга плаћања у еврима. TARGET2 омогућава тренутне финансијске трансфере и неопозиво поравнање дугова у централним банкама.
За кориснике ових система, како на страни платиша, тако и на страни примаоца, може бити тешко и временски захтевно научити како користити алате за прекогранична плаћања и како поставити процесе за њихову оптималну употребу. Пружатељи решења (банке и небанкарске институције) такође се суочавају са изазовима прилагођавања старих система како би задовољили нове захтеве. За ове пружаоце услуга, прекогранична плаћања су и профитабилна (посебно због прихода од конверзије страних валута) и корисна, с обзиром на целокупан финансијски однос који се ствара са крајњим корисником.
Изазови за глобална плаћања не произилазе само из повећања обима. Бројни економски, политички и технички фактори мењају врсте прекограничних трансакција које се обављају. Ти фактори укључују:
- Компаније све чешће обављају прекограничне куповине услуга (уместо робе), као и куповине комплексних фабричких делова, а не једноставних сировина.
- Предузећа купују од већег броја земаља, у различитим регионима.
- Повећан аутсорсинг доводи до нових домаћих и прекограничних трансакција унутар компанија.
- Све више предузећа учествује у комплексним, аутоматизованим ланцима снабдевања, који у неким случајевима омогућавају аутоматско наручивање и испуњење поруџбина. Електронска куповина наставља да расте, како код великих предузећа као део аутоматизованих система набавке, тако и код мањих предузећа која купују директно.
- Наставља се раст употребе радника који свакодневно путују.
- Појединци све чешће инвестирају у иностранству.